# Парламентские выборы в Великобритании (1992)
Парламентские выборы в Великобритании 1992 года состоялись 9 апреля 1992 года. На этих выборах победу в четвёртый раз подряд одержали консерваторы, но впервые ими руководил Джон Мейджор. Мейджор по итогам выборов остался на посту премьер-министра. Консерваторы получили 41,9% голосов избирателей и 336 мест в Палате общин британского парламента. Их главные соперники, лейбористы под руководством Нейла Киннока, получили 30,8% голосов и 271 место, сократив таким образом отставание от консерваторов на 82 мандата — со 147 до 65 мест.
Обе основные партии строили свою предвыборную кампанию преимущественно вокруг вопросов налогообложения и здравоохранения. Предвыборные опросы показывали, что лейбористы и консерваторы могут претендовать примерно на равное количество голосов. Лейбористы впоследствии утверждали, что их неудача была во многом обусловлена умелой публикацией в популярной газете The Sun в день выборов, едко высмеивавшей Нейла Киннока и возможные последствия его пребывания на посту премьер-министра. В результате родилось выражение It’s The Sun Wot Won It, обозначающее значительную или даже решающую роль СМИ в ходе выборов.

## Результаты выборов
| Партия                              | Лидер                       | Голосов    | %    | Мест | Δ мест |
| ----------------------------------- | --------------------------- | ---------- | ---- | ---- | ------ |
| Консерваторы                        | Джон Мейджор                | 14 093 007 | 41,9 | 336  | ▼ 40   |
| Лейбористы                          | Нейл Киннок                 | 11 560 484 | 34,4 | 271  | ▲ 42   |
| Либеральные демократы               | Пэдди Эшдаун                | 5 999 384  | 17,8 | 20   | ▼ 2    |
| ШНП                                 | Алекс Салмонд               | 629 564    | 1,9  | 3    | 0      |
| Ольстерская юнионистская партия     | Джеймс Молино               | 271 049    | 0,8  | 9    | 0      |
| СДЛП                                | Джон Хьюм                   | 184 445    | 0,5  | 4    | ▲ 1    |
| Зелёная партия Англии и Уэльса      | Жан Ламберт и Ричард Лоусон | 170 037    | 0,5  | 0    | 0      |
| Партия Уэльса                       | Дэвид Уигли                 | 156 796    | 0,5  | 4    | ▲ 1    |
| Демократическая юнионистская партия | Иан Пейсли                  | 103 096    | 0,3  | 3    | 0      |
| Шинн Фейн                           | Джерри Адамс                | 78 291     | 0,2  | 0    | ▼ 1    |
| Ольстерские народные юнионисты      |                             | 19 305     | 0,1  | 1    | 0      |